# Earl Holliman

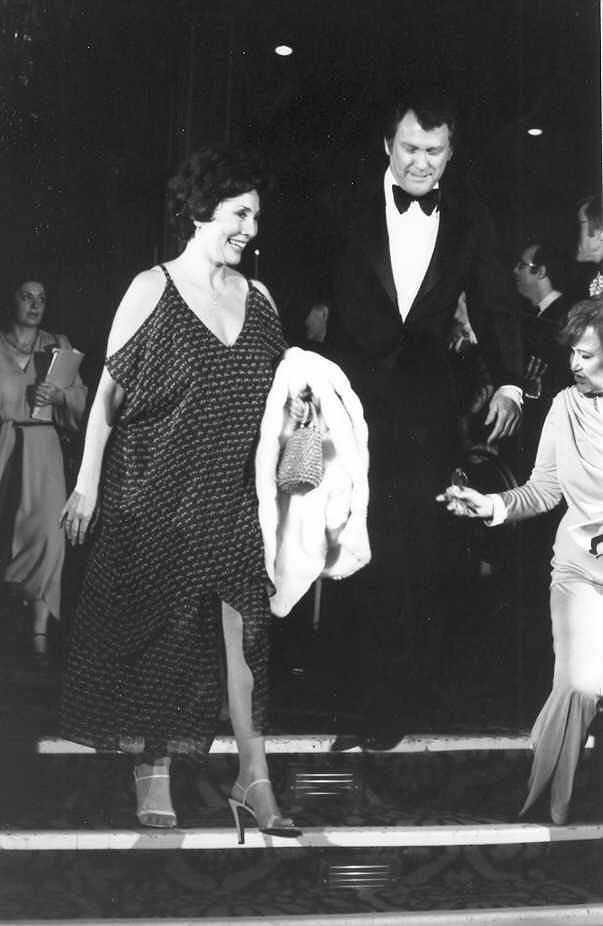
Earl Holliman în 1979

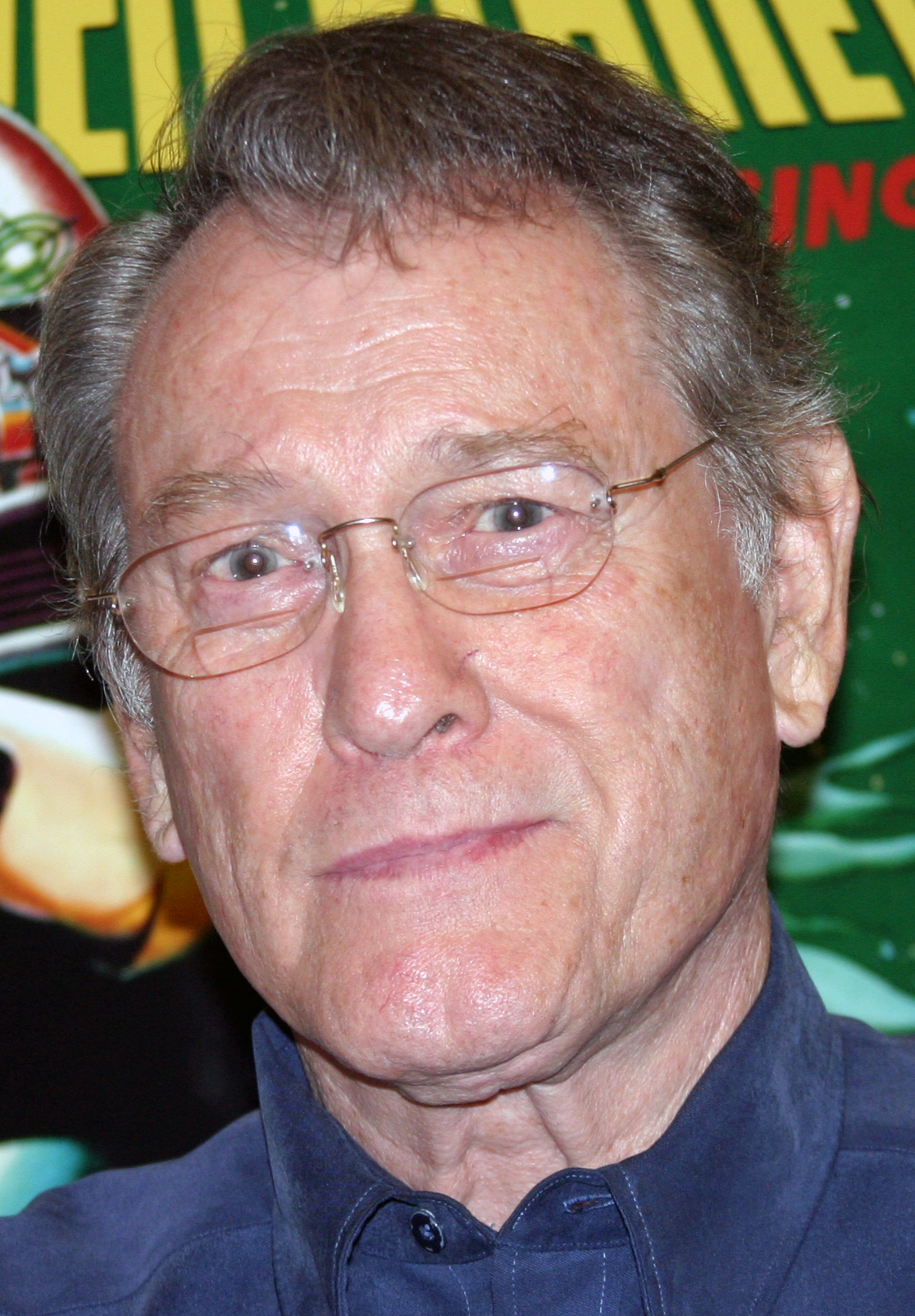
Earl Holliman în 2006 la San Diego Comic Con la lansarea pe DVD a filmului Forbidden Planet

Earl Holliman (născut Anthony Earl Numkena; n. 11 septembrie 1928, Delhi⁠(d), Louisiana, SUA – d. 25 noiembrie 2024, Studio City⁠(d), California, SUA) a fost un actor de TV și film american.

## Filmografie parțială
- Destination Gobi (1953) (nem.)
- Scared Stiff (1953) (nem.)
- Devil's Canyon (1953)
- East of Sumatra (1953)
- Tennessee Champ (1954)
- Broken Lance (1954)
- The Bridges at Toko-Ri (1954)
- The Big Combo (1955)
- I Died a Thousand Times (1955)
- The Burning Hills (1956)
- Forbidden Planet (1956)
- Giant (1956)
- The Rainmaker (1956)
- Gunfight at the O.K. Corral (1957)
- Trooper Hook (1957)
- Don't Go Near the Water (1957)
- Hot Spell (1958)
- episodul pilot Where Is Everybody? (1959)
- The Trap (1959)
- Last Train from Gun Hill (1959)
- Visit to a Small Planet (1960)
- Armored Command (1961)
- Summer and Smoke (1961)
- The Sons of Katie Elder (1965)
- A Covenant with Death (1967)
- The Power (1968)
- Anzio (1968)
- Desperate Mission (1969)
- Tribes (1970)
- The Biscuit Eater (1972)
- Good Luck, Miss Wyckoff (1979)
- Sharky's Machine (1981)